# Alto Paranaíba

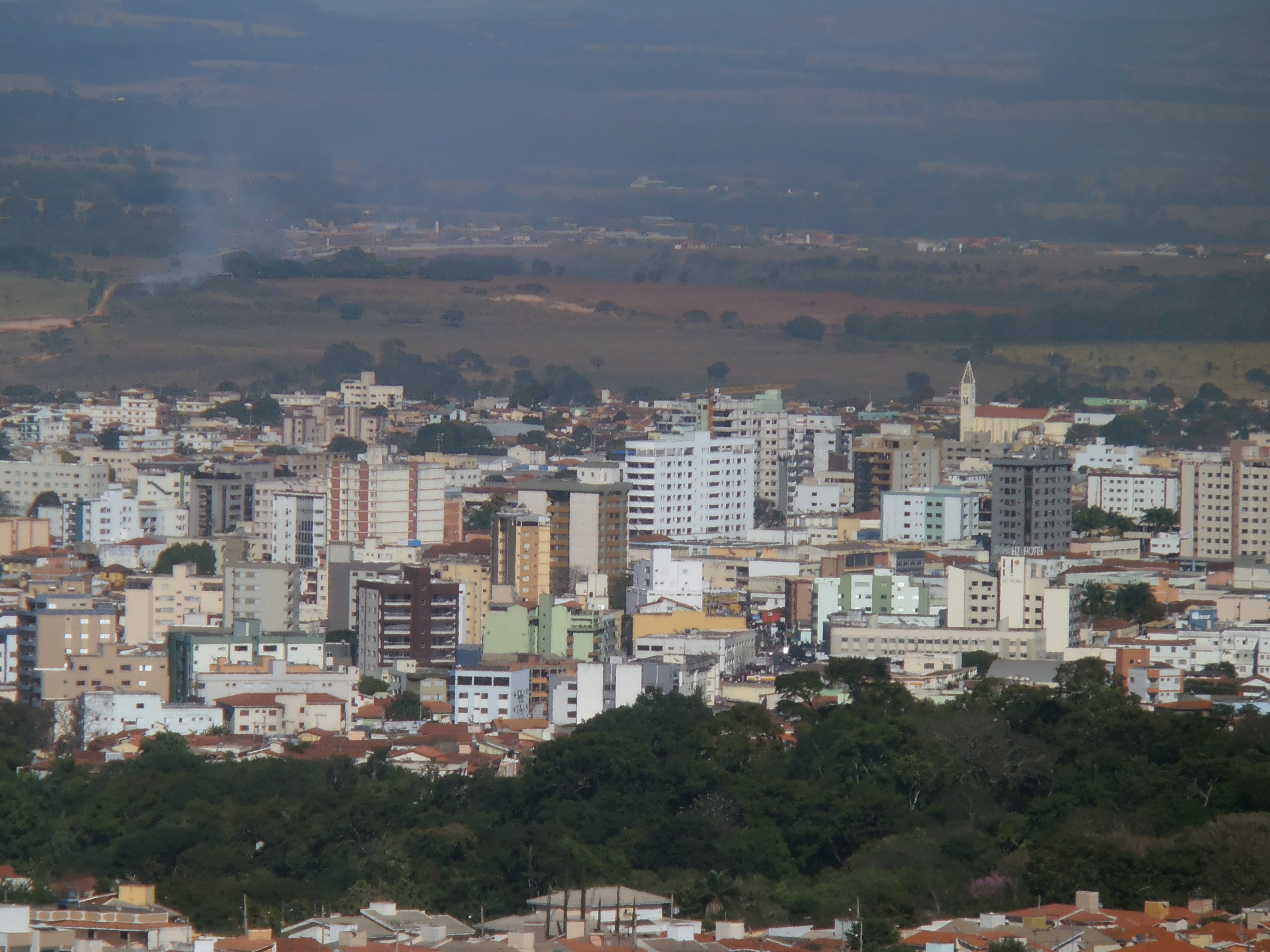
Vista panorâmica de Patos de Minas, o município mais populoso do Alto Paranaíba.

O Alto Paranaíba é uma das dez regiões de planejamento do Estado de Minas Gerais. Pertence, juntamente com o Triângulo Mineiro, à Mesorregião do Triângulo Mineiro e Alto Paranaíba.

## População
O povoamento teve início no século XVIII com os bandeirantes em busca de diamantes e pedras preciosas.
|    | Município          | População (2020) |
| -- | ------------------ | ---------------- |
| 01 | Patos de Minas     | 153.585          |
| 02 | Araxá              | 107.337          |
| 03 | Patrocínio         | 91.449           |
| 04 | Monte Carmelo      | 47.931           |
| 05 | São Gotardo        | 35.782           |
| 06 | Carmo do Paranaíba | 30.334           |
| 07 | Coromandel         | 27.966           |
| 08 | Sacramento         | 26.374           |
| 09 | Ibiá               | 25.358           |
| 10 | Lagoa Formosa      | 18.111           |

## Turismo
Há cidades turísticas que compõem o Circuito da Canastra, sobretudo no município de Araxá.
Em Patos de Minas, há a Festa Nacional do Milho ou a Fenamilho. A cidade também faz parte do Circuito Turístico Tropeiros de Minas, ligada ao turismo rural, hotéis fazenda e gastronomia típica do interior mineiro.

## Economia
As principais atividades econômicas são a agropecuária e a extração mineral, sobretudo nos municípios de Araxá, Patos de Minas e Patrocínio, respectivamente. As principais culturas plantadas são o café, a soja e o milho.  O cultivo de alho e cenoura é bastante forte também, em cidades como São Gotardo e Rio Paranaíba. A industrialização é crescente, principalmente a produção de embalagens e telhas. A indústria de laticínios e fertilizantes também merece destaque.

## Ensino superior
A região do Alto-Paranaíba conta com 3 Campus de Universidades Federais. Nas cidades de Patos de Minas e Monte Carmelo, tem o Campus Patos de Minas, e Campus Monte Carmelo da Universidade Federal de Uberlândia(UFU). Na cidade Rio Paranaíba, tem o Campus Rio Paranaíba, da Universidade Federal de Viçosa (UFV-CRP).
O IFTM - Instituto Federal de Educação, Ciência e Tecnologia do Triângulo Mineiro também se faz presente na região. Atualmente possui um campus avançado na cidade de Patrocínio e um em fase de implantação em Patos de Minas

## Clima
Seu clima é tropical e tropical de altitude, com temperaturas que variam entre 23 °C e 28 °C no verão e 16 °C e 21 °C no inverno.

## Relevo
Seu relevo tem trechos aplainados e ondulados, com serras ao sul. É nessa região que nasce o rio Paranaíba.